# Верхняя Горка (Нюксенский район)
Верхняя Горка — деревня в Нюксенском районе Вологодской области.
Входит в состав Городищенского сельского поселения, с точки зрения административно-территориального деления — в Городищенский сельсовет.
Расстояние по автодороге до районного центра Нюксеницы — 43 км, до центра муниципального образования Городищны — 3 км. Ближайшие населённые пункты — Великий Двор, Козлевская, Карманов Двор, Софроновская.
По переписи 2002 года население — 37 человек (18 мужчин, 19 женщин). Всё население — русские.